# M/S Zenobia
M/S Zenobia var en svensk bilfärja (ro-ro-fartyg) som sjönk utanför Cypern, nära orten Larnaca, natten mot den 7 juni 1980 när hon var på väg från Koper i Jugoslavien till Tartus i Syrien. I lastutrymmet fanns 135 lastbilar och trailers. Vraket räknas idag som en av världens bästa dykplatser.

## Historia
Zenobia byggdes av Kockums Varv AB i Malmö. Fartyget sjösattes den 11 augusti 1979 och levererades den 30 oktober samma år till Rederi Ab Nordö. Hon var ett av tre identiska ro-ro-fartyg och var mycket modern för sin tid. I juni 1980 var hon på resa mellan Koper i Jugoslavien och Tartus i Syrien. I höjd med Cypern fick Zenobia fel på autopiloten. Fartyget girade kraftigt och lasten – 135 långtradare och trailers – försköts, varpå fartyget fick slagsida. allt detta hände vid midnatt och efter ett antal timmars försök att häva slagsidan skickades SOS. Vädret var lugnt och varmt och passagerare med personal var ganska lugna. En av passagerarna blev hämtad av RAF-helikopter på grund av sjukdom (vattkoppor). Vid 6-tiden på morgonen påbörjades evakuering av alla passagerare vilka kördes med livbåtar från babordssidan som fartyget lutade mot och sen vidare till ett tyskt containerfartyg som tillsammans med ett ryskt fartyg, hade lagt till nära Zenobia. En av passagerarna var illa skadad i båda benen, då han hade halkat på det våta däcket och glidit över uppstickande bultar, i övrigt var de andra passagerarna i stort sett helt oskadda. Kaptenen och förstemaskinisten (svensk och dansk besättning) stannade kvar på Zenobia. När fartyget var oförmöget att gå in i hamnen i Larnaca ankrade man några kilometer åt sydöst. För att häva slagsidan började man pumpa in vatten i vingtankarna och fick då bukt med lutningen några grader. Därefter påbörjades urmontering av elgeneratorer och liknande för reparation av dessa. Under arbetet hade man surrat upp lotsporten. Operationen såg till en början ut att lyckas när en förbindelseventil mellan två vingtankar efter någon dag till slut brast och allt vatten forsade över till fel sida. Vattnet forsade därefter in genom den uppsurrade lotsporten. Försök att bogsera in fartyget på grund påbörjades men bogseraren vägrade flytta vraket eftersom det var belagt med kvarstad. Man åkte då in till Larnaca och ordnade med tillstånd och skäraggregat. När man sedan kom ut till platsen där fartygen ankrat fanns det inget mer än vrakspillror kvar. Hon ligger nu med 90° slagsida på babords sida på ett djup av 42 meter, ungefär 1,6 kilometer rakt utanför Larnacas flygplats och är idag en populär dykplats. När man kommer med flyg in mot Larnacas flygplats kan man ibland se vraket ligga på botten. Försök har gjorts att bärga fartyget men har misslyckats på grund av ekonomiska skäl, och enligt cypriotiska lagar måste det göras av ett företag som är samägt med ett cypriotiskt sådant. The Times listade 2007 Zenobia som ett av de tio bästa vrakdyken i världen.
När fartyget sjönk lyckades all besättning ta sig i säkerhet. Dock har några dykare fått sätta livet till under årens lopp på grund av oaktsamhet. Som dykplats erbjuder Zenobia en mängd olika utmaningar för dykare, från hyfsat enkla 16 meters dyk längs styrbords sida (passar nyutbildade dykare) till mer avancerade dyk inne i fartyget på övre bildäck och extrema äventyrsdyk i fartygets undre bildäck och i hyttsektionen (passar mycket kvalificerade dykare).
Zenobia fick sitt namn från Zenobia, furstinna av Palmyra.